# Николай Светлев
Николай Светлев е български писател, редактор, журналист и издател. Основател на издателство „Светра“.

## Дейност и творчество
През 90-те години на ХХ век Николай Светлев започва да издава художествена и учебна литература чрез собственото си издателство „Светра“. До 2007 г. е главен редактор на списание „Български риболовец“. През 2021 г. получава наградата „Златно перо“ за активна публицистична дейност.
Фантастичните романи на Николай Светлев от „Трилогия за Доброто и Злото“ са изградени върху елементи от българската история, фолклор и митология, православното християнство и българското езичество. Стилът на автора се отличава с наситеност, експресивност, динамика и лаконизъм.
Романът му „Аз, грешният Иван“ понякога е сравняван по въздействие с „Време разделно“ от Антон Дончев. През 2000 г. той е обявен за най-добра българска фантастична книга за годината.
Светлев е редактор на „Да пробудиш драконче“ и „Царска заръка“ от Николай Теллалов и консултант при превода на „Последният еднорог“ от Питър С. Бийгъл.

### Цикли
„Трилогия за Доброто и Злото“
- 1993 г. – „Всичкият блясък на Злото“
- 1996 г. – „Приказка за непобедимото Добро“
- 2000 г. – „Аз, грешният Иван“

### Романи
- 2011 г. – „Възкръсването на Крали Марко“

### Стихосбирки
- 1994 г. – „Зодия скорпион“
- 1995 г. – „Демонът на свободата“
- 2013 г. – „Оркестърът на костенурките“

### Други
- 2007 г. – „Финтовете в риболова“

### Участие в съвместни издания
- 2003 г. – „Звяр незнаен“ (антология)

### На чужди езици
- 1993 г. – La Gran Gloria Del Mal („Всичкият блясък на Злото“, на испански език) – издателство „Светра“, България
- 1996 г. – "All Evil's Glory" („Всичкият блясък на Злото“, на английски език) – издателство „Светра“, България